# Xenimpia linearis
Xenimpia linearis là một loài bướm đêm trong họ Geometridae.